# Association Sportive Saint-Raphaël Volley-Ball
L'Association Sportive Saint-Raphaël Volley-Ball è una società pallavolistica femminile francese con sede a Saint-Raphaël: milita nel campionato di Ligue A.

## Storia
L'AS Saint-Raphaël viene fondato nel 1947 e nel corso degli anni non raggiunge mai alcun risultato ragguardevole, fino alla stagione 1992-93, quando a sorpresa ottiene il secondo posto in campionato che vale anche la prima qualificazione ad una competizione europea, ossia la Coppa CEV 1993-94, anche se poi uscirà al primo turno battuta dai tedeschi del SV Lohhof.
Dopo questo breve momento di gloria la società entra in crisi portandola a giocare nei campionati minori: il ritorno nella massima serie avviene nella stagione 2003-04, anche se al termine dell'annata 2006-07 retrocede nuovamente in Nationale 1. Nella stagione 2008-09 è in Pro A, per poi retrocedere al termine della stagione 2010-11.
Viene promossa ancora una volta in Ligue A al termine del campionato 2013-14, ma l'ultimo posto nella stagione 2014-15 la condanna ad una pronta retrocessione in serie cadetta; viene tuttavia ripescata nella massima divisione francese per il campionato 2015-16: dopo aver concluso la regular season al settimo posto, si aggiudica lo scudetto, battendo in finale il Racing Club de Cannes, detentore del titolo da diciotto edizioni consecutive. Nella stagione 2016-17 vince la Supercoppa francese 2016 e partecipa per la prima volta alla Champions League.
Nell'annata 2018-19 si aggiudica per la prima volta la Coppa di Francia.

## Rosa 2019-2020
| N° | Nome                | Ruolo | Data di nascita   | Nazionalità sportiva |
| -- | ------------------- | ----- | ----------------- | -------------------- |
| 1  | Annakya Legros      | C     | 17 maggio 1995    | Stati Uniti          |
| 3  | Megan Viggars       | P     | 31 gennaio 1994   | Regno Unito          |
| 4  | Mahé Mauriat        | P     | 23 maggio 2000    | Francia              |
| 5  | Jaalia Winters      | S     | 26 luglio 1997    | Stati Uniti          |
| 7  | Laura Miloš         | S     | 20 ottobre 1994   | Croazia              |
| 9  | Loana Berty         | S/L   | 4 settembre 1999  | Francia              |
| 11 | Bruna Pezelj        | S     | 15 gennaio 1999   | Francia              |
| 12 | Sarah Schmid        | C     | 14 gennaio 1994   | Stati Uniti          |
| 13 | Lara Davidović      | O     | 13 dicembre 1997  | Francia              |
| 14 | Luiza Ungerer       | L     | 14 gennaio 1988   | Germania             |
| 15 | Marjorie Apolinario | C     | 12 settembre 1992 | Brasile              |
| 18 | Charlotte Schiro    | O     | 26 ottobre 1997   | Francia              |

## Palmarès
- Campionato francese: 1

2015-16
- Coppa di Francia: 1

2018-19
- Supercoppa francese: 1

2016